# Charmosyna amabilis
El lori gorgirrojo (Charmosyna amabilis) es una especie de ave psitaciforme de la familia Psittaculidae endémica de Fiyi.

## Descripción
El lori gorgirrojo mide alrededor de 18 cm de largo. Su plumaje es principalmente de color verde intenso, salvo sus mejillas, garganta y muslos que son rojos. La mancha roja de la garganta está bordeada en la parte inferior por una línea amarilla, y también tiene de color amarillo las plumas de la parte inferior de la cola que sobresalen en punta. Su pico anaranjado es fino y muy curvado hacia abajo.

## Distribución y hábitat
El lori gorgirrojo se encuentra únicamente en las selvas de Fiyi, en las islas de Viti Levu, Vanua Levu, Taveuni y Ovalau. Es un ave extremadamente escasa y está catalogada como especie en peligro crítico de extinción por la UICN. En 1923 se capturaron diez especímenes, pero no se había vuelto a avistar desde 1993, aunque podría haberse observado en el monte Tomanivi en Viti Levu en 2001. Un estudio realizado en Viti Levu en 2001-2 no consiguió confirmar el avistamiento de ningún ave, y tampoco en una segunda serie de censos realizados en 2003.